# Ириков, Николай Романович

Николай Романович И́риков (1921 — 1943) — командир танка 371-го танкового батальона 169-й танковой бригады 2-го танкового корпуса 3-й гвардейской армии Юго-Западного фронта, младший лейтенант. Герой Советского Союза (1943).

## Биография
Николай Романович Ириков родился 1 июля 1921 года в деревне Верхняя Казарма, ныне Зилаирского района Башкортостана в крестьянской семье. По национальности — чуваш.
Окончил 7 классов средней школы. В 1940 году окончил Зилаирское педагогическое училище. Работал директором Новоникольской средней школы Зилаирского района. В Красную Армию призван в январе 1940 года Зилаирским райвоенкоматом Башкирской АССР. Окончил полковую танковую школу. Член ВКП(б) с 1942 года. В Великой Отечественной войне участвовал с 1942 года на Юго-Западном фронте. 
16 марта 1943 года в районе села Каменная Яруга Чугуевского района Харьковской области 371-й отдельный танковый батальон 169-й танковой бригады 2-го танкового корпуса 3-й гвардейской армии Юго-Западного фронта, в котором воевал Ириков, атаковали превосходящие силы противника, в числе которых была и танковая дивизия СС. Командир танка младший лейтенант Ириков подбил 3 немецких машины, но и сам был подбит. Однако горящий танк продолжил бой и подбил ещё одну немецкую машину. И тогда 3 немецких танка практически одновременно выстрелили в пылающую, неподвижную, но огрызающуюся смертью советскую машину. 
Погиб 17 марта 1943 года. Похоронен вместе с экипажем в селе Тетлега Чугуевского района Харьковской области.
Указом Президиума Верховного Совета СССР «О присвоении звания Героя Советского Союза начальствующему и рядовому составу Красной Армии» от 19 июня 1943 года за  «образцовое выполнение боевых заданий командования на фронте борьбы с немецкими захватчиками и проявленные при этом отвагу и геройство» удостоен посмертно звания Героя Советского Союза.

## Награды и звания
- Медаль «Золотая Звезда» Героя Советского Союза (19.06.1943)[7]
- Орден Ленина (19.06.1943)
- Орден Красного Знамени (10.1942)

## Память
- Мемориальные доски, в память о Герое, установлены в селе Бердяш Зилаирского района Башкирии и на здании Зилаирской средней школы.
- Имя Героя присвоено Зилаирской средней школе.
- Приказом Министра обороны СССР Н.Р. Ириков навечно зачислен в списки личного состава воинской части.
- В Марьиной Горке (Беларусь) расположен мемориал в честь 8-й Гвардейской Краснознаменной танковой дивизии. Один из памятных знаков посвящён Герою.

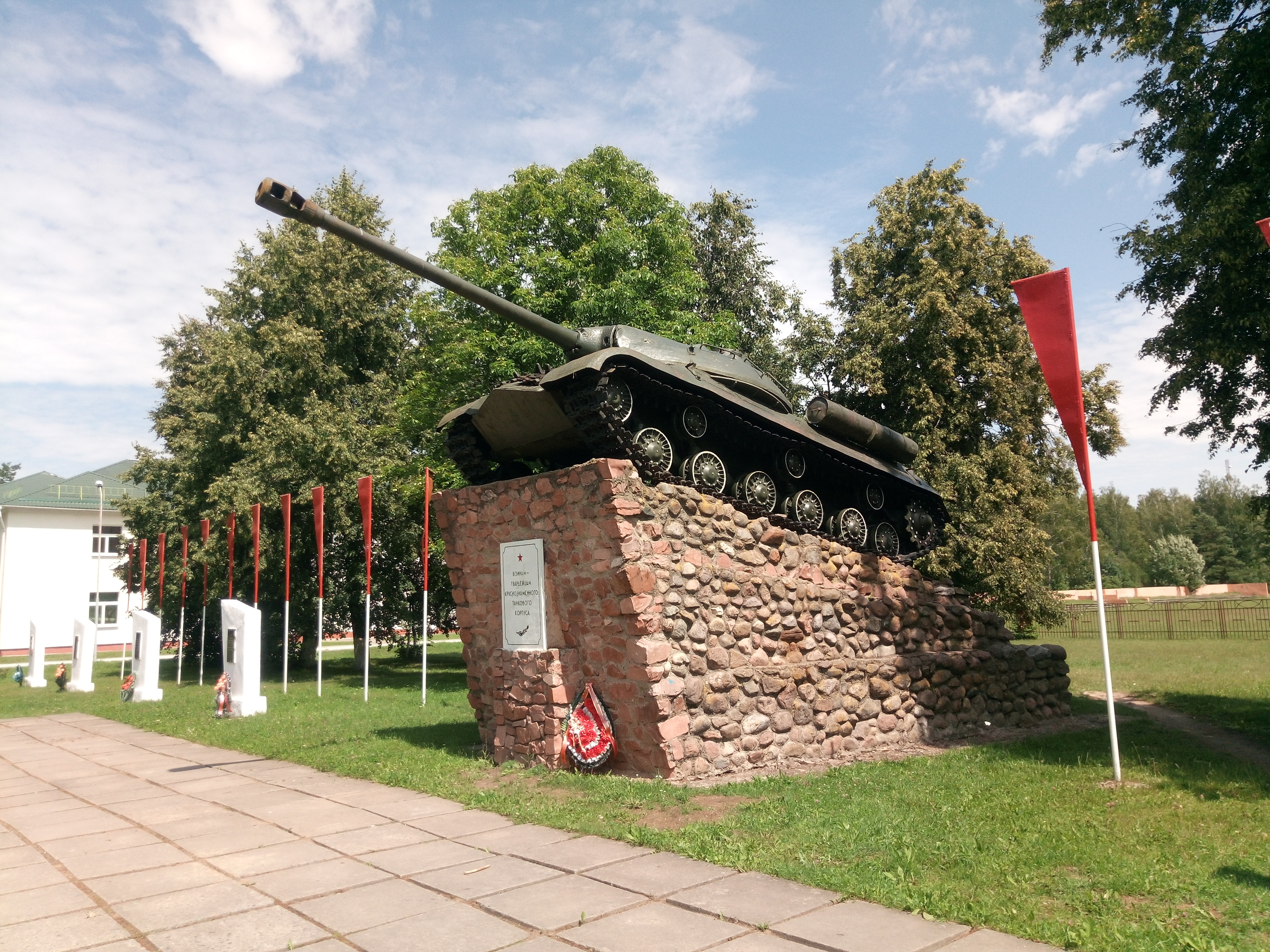
Марьина Горка. Памятник воинам-гвардейцам Краснознамённого танкового корпуса
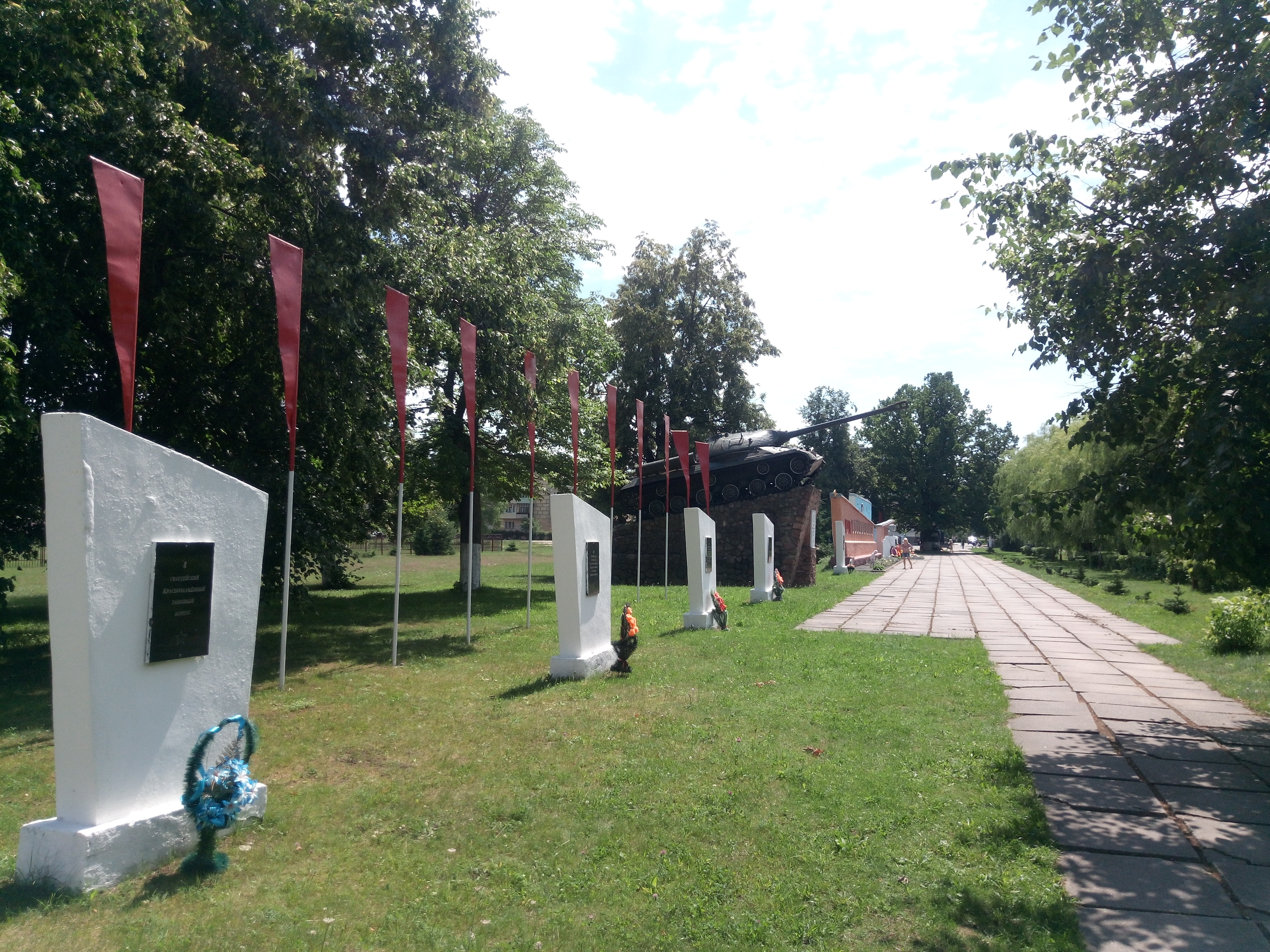
Марьина Горка. Мемориал 8-й танковой дивизии.
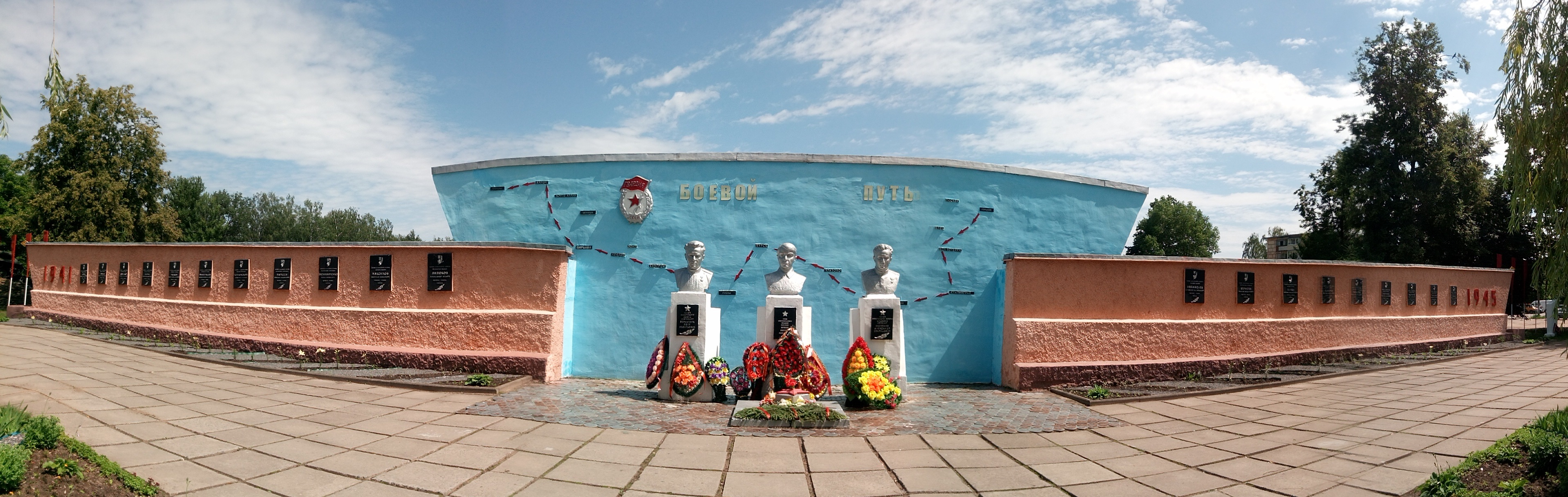
Марьина Горка. Мемориал 8-й танковой дивизии.
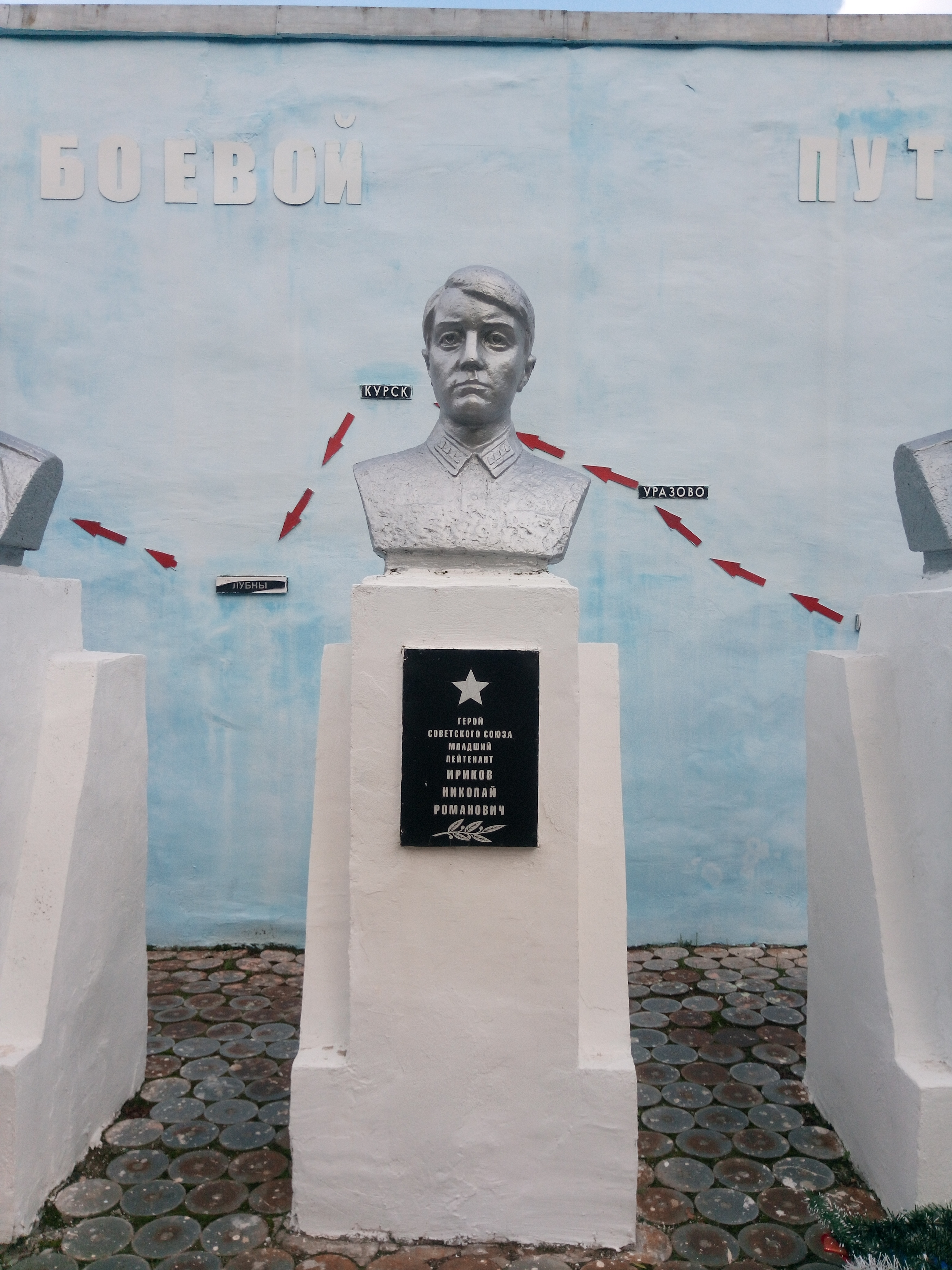
Марьина Горка. Мемориал 8-й танковой дивизии. Бюст и памятная доска.